# Omar Jaén
Omar Jaén (David, Panamá; 21 de agosto de 1992) es un futbolista panameño que se desempeña como delantero en el Platense de la Liga Nacional de Honduras. Es un jugador muy rápido y hábil. Debutó en la Liga Panameña de Fútbol el 22 de agosto de 2012 con el Sporting San Miguelito en un partido que perdieron por 1x3 ante el Alianza. En 2014 tuvo su primera experiencia en el fútbol internacional con el Real España de Honduras donde portó la número 20 y acompañó en el ataque del club al reconocido delantero Carlo Costly.
| Club          | País     | Año           |
| ------------- | -------- | ------------- |
| Coclé FC      | Panamá   | 2010 - 2011   |
| Tauro FC      | Panamá   | 2011 - 2012   |
| Sporting SM   | Panamá   | 2012 - 2013   |
| CD Centenario | Panamá   | 2013          |
| Real España   | Honduras | 2014          |
| Platense      | Honduras | 2015-presente |